# Maëlle Ricker
Maëlle Danica Ricker (North Vancouver, 2 december 1978) is een Canadese snowboardster. Ze vertegenwoordigde haar vaderland op de Olympische Winterspelen 1998 (Nagano), 2006 (Turijn), 2010 (Vancouver) en 2014 (Sotsji).

## Carrière
Bij haar wereldbekerdebuut, in december 1996 in Whistler, stond Ricker direct op het podium. Op de FIS wereldkampioenschappen snowboarden 1997 in San Candido eindigde de Canadese als vierde op de snowboardcross en als elfde in de halfpipe. Tijdens de Olympische Winterspelen van 1998 in Nagano eindigde Ricker als vijfde in de halfpipe. In december 1998 boekte de Canadese in Whistler haar eerste wereldbekerzege.
In Madonna di Campiglio nam de Canadese deel aan de FIS wereldkampioenschappen snowboarden 2001, op dit toernooi eindigde ze als achtste op de snowboardcross en als vierendertigste in de halfpipe. Op de FIS wereldkampioenschappen snowboarden 2003 in Kreischberg eindigde Ricker als zevende op de snowboardcross. De Canadese veroverde de bronzen medaille op de FIS wereldkampioenschappen snowboarden 2005 in Whistler, daarnaast eindigde ze als twaalfde in de halfpipe. Tijdens de Olympische Winterspelen van 2006 in Turijn eindigde Ricker als vierde op de snowboardcross en als drieëntwintigste in de halfpipe.
In Arosa nam de Canadese deel aan de FIS wereldkampioenschappen snowboarden 2007, op dit toernooi eindigde ze als vijfde op de snowboardcross. In het seizoen 2007/2008 legde Ricker beslag op de wereldbeker snowboardcross. Op de FIS wereldkampioenschappen snowboarden 2009 in Gangwon eindigde de Canadese als vierde op de snowboardcross. Tijdens de Olympische Winterspelen van 2010 veroverde Ricker de gouden medaille op de snowboardcross. Aan het eind van het seizoen 2009/2010 wist de Canadese zowel de algemene wereldbeker als de wereldbeker snowboardcross in de wacht te slepen.
In La Molina nam Ricker deel aan de FIS wereldkampioenschappen snowboarden 2011, op dit toernooi eindigde ze als vierde op de snowboardcross. Op de FIS wereldkampioenschappen snowboarden 2013 in Stoneham veroverde ze de wereldtitel op de snowboardcross.

## Resultaten

### Olympische Spelen
| Jaar | Plaats    | Resultaten                     |
| ---- | --------- | ------------------------------ |
| 1998 | Nagano    | 5e Halfpipe                    |
| 2006 | Turijn    | 4e Snowboardcross 23e Halfpipe |
| 2010 | Vancouver | Snowboardcross                 |
| 2014 | Sotsji    | Q Snowboardcross               |

### Wereldkampioenschappen
| Jaar | Plaats               | Resultaten                     |
| ---- | -------------------- | ------------------------------ |
| 1997 | San Candido          | 4e Snowboardcross 11e Halfpipe |
| 2001 | Madonna di Campiglio | 8e Snowboardcross 34e Halfpipe |
| 2003 | Kreischberg          | 7e Snowboardcross              |
| 2005 | Whistler             | Snowboardcross · 12e Halfpipe  |
| 2007 | Arosa                | 5e Snowboardcross              |
| 2009 | Gangwon              | 4e Snowboardcross              |
| 2011 | La Molina            | 4e Snowboardcross              |
| 2013 | Stoneham             | Snowboardcross                 |

### Wereldbeker
Eindklasseringen
| Seizoen   | Algm | SBX    | HP    |
| --------- | ---- | ------ | ----- |
| 1996/1997 | 13e  | 10e    | Brons |
| 1997/1998 | 38e  | –      | 10e   |
| 1998/1999 | 19e  | 4e     | 20e   |
| 1999/2000 | 44e  | 19e    | 21e   |
| 2000/2001 | 22e  | 13e    | 14e   |
| 2001/2002 | –    | –      | 5e    |
| 2002/2003 | –    | –      | 15e   |
| 2003/2004 | 12e  | 23e    | 32e   |
| 2004/2005 | –    | 22e    | 25e   |
| 2005/2006 | 5e   | Zilver | 25e   |
| 2006/2007 | 18e  | Brons  | 25e   |
| 2007/2008 | 5e   | Goud   | –     |
| 2008/2009 | 4e   | Zilver | –     |
| 2009/2010 | Goud | Goud   | 46e   |
| 2010/2011 | 15e  | 6e     | –     |
| 2011/2012 | –    | Zilver | –     |

Wereldbekerzeges
| Datum             | Plaats          | Onderdeel      |
| ----------------- | --------------- | -------------- |
| 13 december 1998  | Whistler        | Snowboardcross |
| 11 december 1999  | Whistler        | Snowboardcross |
| 12 december 1999  | Whistler        | Halfpipe       |
| 19 januari 2001   | Plan de Corones | Snowboardcross |
| 13 september 2002 | Valle Nevado    | Halfpipe       |
| 17 februari 2007  | Furano          | Snowboardcross |
| 29 september 2007 | Valle Nevado    | Snowboardcross |
| 15 februari 2008  | Sungwoo         | Snowboardcross |
| 22 februari 2008  | Gujo-Gifu       | Snowboardcross |
| 28 februari 2009  | Sunday River    | Snowboardcross |
| 20 maart 2009     | Valmalenco      | Snowboardcross |
| 12 september 2009 | Chapelco        | Snowboardcross |
| 19 december 2009  | Telluride       | Snowboardcross |
| 21 januari 2010   | Stoneham        | Snowboardcross |
| 21 februari 2012  | Stoneham        | Snowboardcross |
| 14 maart 2012     | Valmalenco      | Snowboardcross |